# Leetspeak

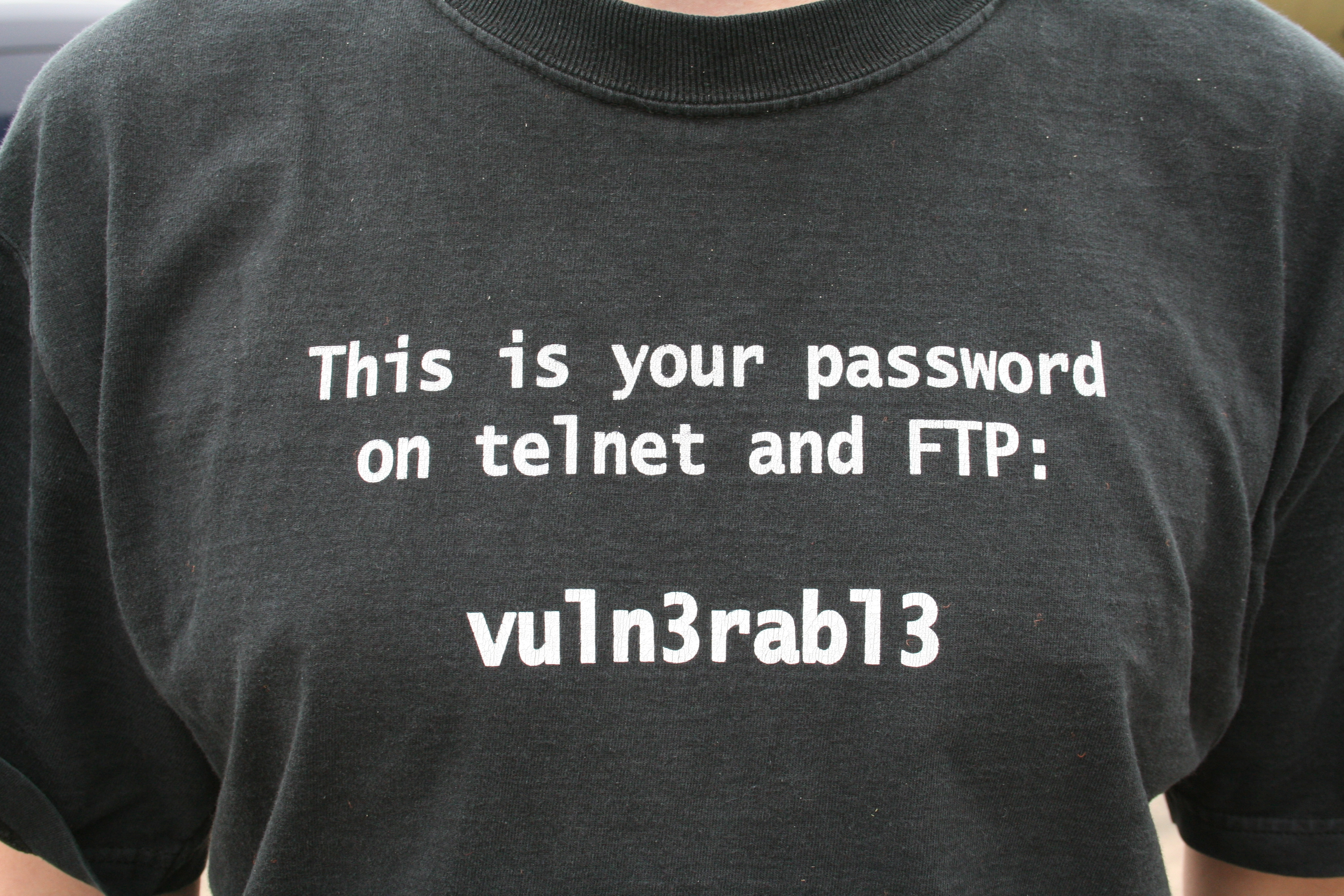
Tričko s nápisem obsahujícím narážku na téma síly hesla a (částečného) leetspeaku

Leetspeak (též leet, eleet nebo 1337) je způsob psaní slov spočívající v nahrazování písmen číslicemi a jinými znaky. Takto upravený pravopis je rozšířený zejména v anglicky psané části internetu. Obdobnou formou hláskování je hexspeak.
Termín leet je odvozen od fonetického přepisu anglického slova elite (elita, elitní), používaného k popisu impozantní zdatnosti nebo úspěchu, zejména v oblasti online her a počítačového hackování. Obecně abeceda je speciální forma symbolického písma. Leetspeak lze považovat za substituční šifru.

## Pravopis
Jedním z charakteristických znaků leetu je jeho jedinečný přístup k pravopisu, kdy k reprezentaci písmen ve slově používá substituce jiných písmen nebo dokonce znaků jiných než písmen. Pro příležitostné použití leetu je primární strategií použití homoglyfů, symbolů, které se velmi podobají písmenům, která nahrazují. Výběr symbolu není pevně daný, cokoli, co čtenář pochopí, je správně. Nicméně častěji se leet vyskytuje v situacích, kdy ho pravidelní účastníci diskusí používají jako argotu (tajného sdělení) buď k vyloučení nováčků nebo outsiderů obecně, takže naopak cokoli, co běžný čtenář nedokáže pochopit, se počítá a oceňuje. Další časté využití této pravopisné substituce je vytváření parafrázovaných přístupových hesel.

## Tabulka nejpoužívanějších nahrazení
| A | B                                     | C               | D                                  | E                   | F                  | G                           | H                                                       | I                          | J                        | K             | L                  | M | N                                                          | O                | P                                                     | Q                                  | R                                                      | S                 | T                 | U                                     | V         | W                                                                              | X                        | Y                       | Z               |
| --- | ------------------------------------- | --------------- | ---------------------------------- | ------------------- | ------------------ | --------------------------- | ------------------------------------------------------- | -------------------------- | ------------------------ | ------------- | ------------------ | --- | ---------------------------------------------------------- | ---------------- | ----------------------------------------------------- | ---------------------------------- | ------------------------------------------------------ | ----------------- | ----------------- | ------------------------------------- | --------- | ------------------------------------------------------------------------------ | ------------------------ | ----------------------- | --------------- |
| 4 /\ @ /-\ ^ aye ∂ ci λ Z                                                                                                | 6 8 13 I3 \|3 ß P> \|: !3 (3 /3 )3 ]3 | ¢ < ( { (c) sea | \|) \|o ∂ ]) [) I> \|> ? T) 0 ð cl | 3 & € £ ë [- \|=- ə | ]= ph } \|=< (= I= | 6 & (_+ 9 C- gee (γ, (_- cj | /-/ [-] ]-[ )-( (-) :-: \|~\| \|-\| ]~[ }{ ? }-{ # aych | 1 ! \| eye 3y3 ai ¡ ][ : ] | _\| _/ ] ¿ </ (/ _7 _) ʝ | \|X \|< \|{ ɮ | 1 £ 1_ \| \|_ lJ ¬ | \|v\| em ]V[ (T) [V] nn //\\//\\ \|\/\| /\/\ (u) (V) (\/) /\|\ ^^ /\|/\| //. .\\ /^^\ /V\ []\/[] \|^^\| | \|\\| ^/ //\\// /\/ [\] <\> {\} []\ // [] /V ₪ []\[] ]\[ ~ | 0 () oh [] p ¤ Ω | \|* \|o \|º \|^(o) \|> \|" ? 9 []D \|̊ \|7 q þ ¶ ℗ \|D | (_,) ()_ 0_ <\| cue 9 O, (,) (), ¶ | 2 12 \|? /2 I2 \|^ \|~ lz (r) \|2 [z \|` l2 Я \|2 .- ʁ | 5 $ z § ehs es ez | 7 + -\|- 1 '][' † | M \|_\| Y3W L\| µ [_] \_/ \_\ /_/ (_) | \/ √ \\// | \/\/ vv '// \\' \^/ (n) \V/ \X/ \\|/ \_\|_/ \\//\\// \_:_/ (/\) ]I[ LL1 UU Ш ɰ | % >< Ж }{ ecks × * )( ex | j `/ `( -/ '/ Ψ φ λ Ч ¥ | 2 ~/_ % >_ ʒ 7_ |
| Vezměte v potaz, že tato tabulka je pouze informačního charakteru a není vhodné ji používat jako překladatelský nástroj. |                                       |                 |                                    |                     |                    |                             |                                                         |                            |                          |               |                    | |                                                            |                  |                                                       |                                    |                                                        |                   |                   |                                       |           |                                                                                |                          |                         |                 |